# Psilalcis macroluridata
Psilalcis macroluridata là một loài bướm đêm trong họ Geometridae.